# Скоробогатый, Алексей Феодосьевич
Алексей Феодосьевич Скоробогатый (1871—1945) — советский деятель охраны природы.

## Биография
Родился 27 октября 1871 года[по какому календарю?] в семье агронома в Витебской губернии. Окончил реальную школу в Смоленске, в 1894 году с отличием — Лесной институт в Петербурге. С 1896 по 1924 год работал на разных постах (ревизор, заведующий Южнобережским лесничеством, работник Крымского лесного управления).
Одним из первых стал заниматься залеснением Крымской яйлы, для чего ещё в 1908 году был направлен в Австрию с целью изучения опыта облесения австрийского карста. В конце декабря 1913 года принимал активное участие в первой в Российской империи выставке по охране природы, организованной приват-доцентом В. И. Талиевым в Харькове.
В 1916 году числился чиновником особых поручений при министре земледелия, имел придворное звание камер-юнкера и чин статского советника.
Скоробогатый являлся одним из организаторов Учредительного съезда Таврического союза лесоводов и лесных техников (Симферополь, 1—2 мая 1917 года), где практически впервые было решено «считать необходимым возбудить вопрос о создании в лесах горного Крыма, на месте бывшей царской охоты, национального заповедника для охраны ботанико-зоологического памятника природы».
В 1924 году стал научным сотрудником Никитского ботсада. 
В 1925 году переехал в Харьков, где работал в Бюро опытного дела Всеукраинского центрального управления лесами НКЗ УССР. В 1927 году стал аспирантом кафедры сельскохозяйственной ботаники при Укрнауки у деятеля охраны природы профессора А. А. Янаты. На его заявлении о поступлении в аспирантуру академик Соколовский написал: «Т. Скоробогатый — интересный работник, которого следует взять в коллектив кафедры».
Публиковался в журнале «Украинский лесовод», стал членом бюро Украинского комитета охраны памятников природы, Всероссийского общества охраны природы, принимал участие в сентябре 1929 года в I Всероссийском съезде по охране природы, организовал на Украине «Неделю леса».
Как лесник много сделал для организации на Украине лесных заповедников.
В своей книге «По нехоженному Крыму» профессор И. И. Пузанов писал об организации Крымского заповедника в первые послереволюционные годы:

Под давлением общественности крымское краевое правительство учредило комиссию по заповеднику, которой поручалось согласовать вопрос с руководителями Лесного ведомства Крыма. Надо ли говорить, что отношение многих из них к заповеднику было диаметрально противоположным! Защитников и друзей леса среди деятелей Управления лесами Крыму было очень мало. Счастливым исключением были лесовод Угличский и высококультурный ялтинский лесничий А. Ф. Скоробогатый.

Скоробогатый был в числе организаторов не только Крымского заповедника. Он один из первых, еще в 1925 году, поднял вопрос о создании заповедника Мыс Мартьян, что произошло лишь в 1973 году.
В начале 1934 года его, вместе с А. А. Янатой и В. В. Станчинским, вывели из состава Украинского комитета охраны памятников природы. А. А. Яната и В. В. Станчинский на то время уже были репрессированы. Скоробогатый, возможно, тоже был арестован.
В архиве Службы безопасности Украины хранится дело № 68461 на лесоводов — работников ВУПЛа — Б. С. Шустова, В. Я. Гурского, А. Г. Марченко и других, арестованных в 1929 году. В обвинительном заключении сказано:

По линии исследовательского дела к этой группировке примыкал Скоробогатов, из-за которого Колесников осуществлял руководство исследовательскими учреждениями ВУПЛа. […] Группой привлечён в ВУПЛ Скоробагатов, назначен помощником профессора Высоцкого по Лесоисследовательскому бюро, бывший крымский казённый лесничий, приближённый к царскому двору, имел чин камер-юнкера — монархист.

Возможно, арест учёного был кратковременным, так как в 1935 году вышла книга А. Ф. Скоробогатого и Б. С. Гофмана «Зёленое строительство города». В 1936—1937 годах учёный участвовал в деятельности Крымской комиссии ВООП.
В конце 1930-х годов Скоробогатый преподавал в УкрНИИ Радиоаппаратуры.
Остался в Харькове во время фашистской оккупации, работал в созданном немцами Лесном институте.
В начале зимы 1945 года, садясь на харьковский трамвай, получил травму и 15 февраля 1945 года умер.

## Публикации
- Крымские лесные письма: 1-6 (По поводу кн. В. И. Станкевича «Из лесов горного Крыма») / А. С. — М.: типо-лит. т-ва И.Н. Кушнерев и К°, 1909. — 64 с., 3 л. ил.
- Облесение яйлы, как сельскохозяйственная задача в Крыму // Лесной журнал, 1909.
- Первый опыт лесоразведения на крымской яйле // Вестник русской флоры. — 1916. — Т. II, в. 4.
- До лісового тижня // Укр. лісовод. — 1928. — № 7. — С. 4—6.
- З'їзд діячів у справі охорони природи // Укр. лісовод. — 1929. — № 14. — С. 66—69.
- Материалы к строительству зеленых насаждений в городах. — Харьков, 1934.
- Зеленое строительство города / Гофман Б. С., Скоробогатый А. Ф. — Киев-Харьков, 1935.